# جان راث
جان راث (چکی: Jan Roth؛ ۱۰ نوامبر ۱۸۹۹ – ۴ اکتبر ۱۹۷۲) فیلم‌بردار اهل چکسلواکی بود. او به همراه کارل لاماچ از سینماگران پرکارترین دههٔ ۱۹۳۰ سینمای چک بود. پس‌از جنگ جهانی دوم وی در زمان حاکمیت کمونیسم و تا ۱۹۶۹ میلادی به کار در این صنعت ادامه داد. توانایی راث در استفاده از تکنیک سایه‌روشن در جلوه‌های سینمایی مطرح و شناخته‌شده‌است.